# Юркино (Дмитровский городской округ)
Юркино — деревня в Дмитровском районе Московской области, в составе сельского поселения Синьковское. Население — 0 чел. (2010). До 2006 года Юркино входило в состав Бунятинского сельского округа.

## Расположение
Деревня расположена в западной части района, примерно в 18 км к западу от Дмитрова, на левом берегу речки Бунятка (левый приток Яхромы), высота центра над уровнем моря 174 м. Ближайшие населённые пункты — Ведерницы на севере, Малое Телешово на востоке и Голяди на юго-западе.

## Население
| 2002 | 2006 | 2010 |
| ---- | ---- | ---- |
| 0    | →0   | →0   |